# Biguaçu
Biguaçu est une ville brésilienne du littoral de l'État de Santa Catarina. La ville est très liée à la capitale voisine, Florianópolis, notamment culturellement leurs racines açoriennes communes. Petite ville agricole jusque dans les années 1970, elle constitue aujourd'hui un important pôle industriel et commercial du grand Florianópolis.

## Origine du nom
Il existe plusieurs versions quant à l'origine du nom de la ville.

La première version lui donne une origine indigène, signifiant « grand biguá », biguá désignant le cormoran vigua un oiseau aquatique de ces régions.

La deuxième version fait référence à un arbre appelé populairement baguaçu. 

Une dernière version renvoie également une origine tupi, du mot guambygoasu qui signifie « grande clôture de bois  ».

## Géographie

### Situation et données générales
Biguaçu se situe dans la région métropolitaine du Grand Florianópolis, sur le littoral atlantique.
Le siège de la municipalité se situe à seulement 17 km du centre de Florianópolis, la capitale de l'État, 10 de São José, 65 de Balneário Camboriú, 80 de Itajaí, 135 de Laguna, 130 de Blumenau, 178 de Joinville, 235 de Lages et 576 de Chapecó. Elle fait partie de la microrégion de Florianópolis, dans la mésorégion du Grand Florianópolis.
La ville se situe entre les deux principaux ports de Santa Catarina, Itajaí et Laguna, et à proximité de la capitale. La municipalité s'étend sur 325 km2.
Le climat de la municipalité est tempéré chaud. La température moyenne mensuelle varie de 15 °C à 30 °C.
L'IDH de la ville était de 0,818 en 2000 (PNUD).

### Population
Sa population était de 58 238 habitants au recensement de 2010, avec une croissance annuelle moyenne de 3 % sur les 15 dernières années.
La plupart des habitants de la ville sont d'origine açorienne. La municipalité abrite également une communauté indigène, Aldeia Indígena Guarani M'Biguaçu, située non loin de la BR-101, dans la localité de São Miguel da Terra Firme. Elle fut fondée en 1987, par des descendants d'indiens carijós, qui vivaient auparavant au morro dos Cavalos, à Palhoça.
La majeure partie de la population, près de 90 %, vit dans le noyau urbain.

## Économie
Jusque dans les années 1970, la ville dépendait surtout de l'agriculture, de l'élevage et de la pêche. Aujourd'hui, ce sont l'industrie et le commerce qui créent le plus d'emplois dans la ville.

## Histoire
L'histoire de la municipalité commence vers 1748 avec l'arrivée d'immigrants portugais,  en provenance de l'archipel des Açores et de l'île de Madère, se fixe au lieu-dit São Miguel da Terra Firme, ce qui en fait l'une des municipalités les plus anciennes de l'État. Le 23 janvier 1751, l'église, dédiée à l'archange saint Michel, est inaugurée et son premier vicaire, le père Domingos Pereira Machado, nommé le 8 février 1752.
Pendant quelques mois à la fin du XVIIIe siècle (octobre 1777 - août 1778), São Miguel occupe le rang de capitale de l'État, pendant l'occupation de l'île de Santa Catarina, et par conséquent de sa capitale Desterro (actuellement Florianópolis), par les espagnols.
Le 1er mars 1833, la localité est élevée au rang de vila, avec effet au 17 mai 1833. Elle devient alors municipalité à part entière.
Petit à petit, faisant face à une décadence économique, des fréquentes épidémies de malaria et à la création de nouvelle freguesias, São Miguel perd de son attrait. Dans la seconde moitié du XIXe siècle, une nouvelle localité se crée sur la rive droite du rio Biguaçu, à l'emplacement de la ville actuelle de Biguaçu. Grâce à la présence de terres fertiles et aux travaux de nouveaux colons, le village croît et en 1886, le siège de la municipalité déménage du village de São Miguel pour son siège actuel, sur les rives du rio Biguaçu, en même temps que la nouvelle localité accède au rang de vila sous le nom de Biguassu. Le siège revient temporairement à São Miguel de 1888 à 1894.
Dans les années 1940, la ville change de nom pour devenir Biguaçu.

## Tourisme et culture
Au-delà de sa situation en bord de mer, entourée de forêt atlantique, la ville dispose d'un riche patrimoine historique. Ses principales attractions sont le musée ethnographique, l'aqueduc et le casarão Born, qui remontent au XVIIIe siècle et sont classés au patrimoine historique de Santa Catarina.

### Patrimoine historique
La région de la localité de São Miguel fut le berceau de la colonisation de Biguaçu, initiée en 1748 avec l'arrivée des premiers immigrants açoriens. La création de la BR-101 causa de nombreux dommages aux constructions historiques de cette localité, les quelques bâtiments restants sont aujourd'hui préservés, comme l'église de São Miguel, fondée en 1751, typique de l'architecture des Açores. L'église possède encore aujourd'hui les cloches qui lui furent données par l'empereur Pierre II, lors de sa visite à Santa Catarina en 1845. À cause du mauvais temps, l'empereur ne put se rendre en personne à l'église, mais lui fit néanmoins ce don. Le musée ethnographique des Açores, abrité dans une construction de la fin du XIXe siècle accueille également diverses expositions en rapport avec la culture açorienne. Il reste également quelques fragments de l'ancien aqueduc utilisé pour l'alimentation en eau des navires qui mouillaient dans la région sur le chemin du rio de la Plata.
Dans le centre de la cité, le casarão Born, propriété du premier maire de la ville datant de la fin du XIXe siècle, est également remarquable. João Born fut le responsable du transfert du siège de la municipalité de São Miguel vers Biguaçu même. Dans un style mixte germano-açorien, il représente la diversité culturelle de la municipalité. Il s'agit de l'un des derniers exemples de construction ancienne au centre de Biguaçu, aujourd'hui occupé par de nombreuses constructions modernes, y compris l'église actuelle, construite en 1955 en remplacement de l'ancienne qui fut démolie. Autour de cette maison, on trouve encore cependant quelques constructions datant de l'époque coloniale.

### Patrimoine naturel
Dans les environs de Biguaçu, on trouve notamment les cascades cascata do Inferninho, entourée de forêts, et la cachoeira do Amâncio, qui offre des possibilités de baignade et de pêche.
La zone rurale de Biguaçu, notamment sur la route menant à Antônio Carlos, présente des paysages de campagnes préservée avec ses champs de riz et ses prés consacrés à l'élevage laitier. Diverses fermes proposent des activités de tourisme rural.

### Tourisme balnéaire
La plage de São Miguel, protégée des vagues par l'île de Santa Catarina, concentre les activités balnéaires de la municipalité. Durant les années 1970, ce la fut plage à la mode du Grand Florianópolis. Les baies de São Miguel et Tijuquinhas, moins fréquentées, se situent en face des îles de Ratones Grande et Pequeno, de l'île d'Anhatomirim et de l'île de Santa Catarina.

### Événements
Tous les ans, la ville célèbre les fêtes suivantes :
- la festa de Nossa Senhora dos Navegantes, organisée le dernier week-end-end de janvier. Fête d'été du cycle de Noël, elle est d'origine portugaise et s'organise autour d'une procession fluviale suivie d'une grande fête.
- la festa do Divino Espirito Santo, à l'époque de la Pentecôte
- la Bigfest, événement commémorant l'anniversaire de la ville (17 mai) autour de concerts, activités sportives, sociales et culturelles.

## Enseignement supérieur
Biguaçu abrite un campus de l'université de la vallée de l'Itajaí.

## Administration

### Liste des maires
Depuis la proclamation de la république à la fin du XIXe siècle, Biguaçu a successivement été dirigée par :
- João Nicolau Born - 1894 à 1898
- Manoel Teixeira de Oliveira - 1899 à 1906
- Emídio Corrêa de Amorim - 1907 à 1910
- Alfredo da Silva Born - 1911 à 1914
- Manoel Teixaeira de Oliveira - 1915 à 1918
- José Augusto de Faroa - 1919 à 1924
- Tomaz Celestino de Souza - 1925 à 1926
- Leopoldo Freiberger - 1927 à 1930
- Jorge Adalberto Rosa - 1930 à 1931
- Alfredo Álvares da Silva - 1931 à 1943
- Antônio de Pádua Pereira - 1943 à 1945
- Francisco Gouveia - 1945 à 1946
- Nilo Prazeres - 1946
- João Elói Mendes - 1946 à 1947
- Hugo Amorim - 1947
- Orlando Romão de Faria - 1947 à 1951
- Cantídi Viríssimo Bernadino - 1951 à 1956
- Ulmar Sardá da Silva - 1956 à 1961
- Avelino Müller - 1961 à 1966
- Jorge Fernandes de Alcântara - 1966 à 1970
- Paulo Frederico Alves Wildner - 1970 à 1973
- Lauro Locks - 1973 à 1977
- João Brasil de Azevedo - 1977 à 1982
- Arlindo Corrêa - 1983 à 1988
- José Eduardo da Costa - 1989 à 1992
- Sadi Peixoto - 1993 à 1996
- Arlindo Corrêa  - 1997 à 2000
- Vilmar Astrogildo de Souza Tuta - 2001 à 2008
- Ivo Delagnelo - 2008
- José Castelo Deschamps - 2009 à aujourd'hui

### Divisions administratives
La municipalité est constituée de trois districts  :
- Biguaçu (siège du pouvoir municipal)
- Guaporanga
- Sorocaba do Sul

## Villes voisines
Biguaçu est voisine des municipalités (municípios) suivantes :
- Antônio Carlos
- Governador Celso Ramos
- São João Batista
- Tijucas
- Canelinha
- São José